# ローレル (ミシシッピ州)
ローレル（英: Laurel）は、アメリカ合衆国ミシシッピ州の都市。ジョーンズ郡の郡庁所在地である。人口は1万7161人（2020年）。ジョーンズ郡には郡庁所在地が2つあり、もう1つはエリスビルである。
ローレルはローレル都市圏の中核である。市内の大手雇用主として、ハワード・インダストリーズ、サンダーソン農園、ドア製造のマソナイト、ファミリー・ヘルス・センター、ハウス・インプリメント、サーモ・クール、南中地域医療センターがある。市内にはミシシッピ州最古の美術館であるローレン・ロジャーズ美術館がある。

## 歴史

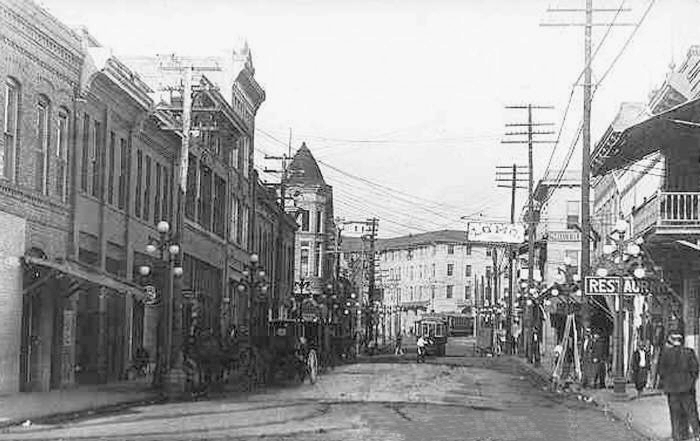
オーク通り、1900年頃

ローレルは1882年に木材の町として設立された。市名は当初の町近くに月桂樹の藪があったことから名付けられた。

## 地理
アメリカ合衆国国勢調査局に拠れば、市域全面積は15.8平方マイル (41 km2)であり、このうち陸地15.4平方マイル (40 km2)、水域は0.3平方マイル (0.78 km2)で水域率は2.09%である。

## 気候
ローレル市の地域は暑く湿気た夏と、概して温和または冷涼な冬が特徴である。ケッペンの気候区分によれば温暖湿潤気候、略号では "Cfa" に分類される。

## 人口動態
以下は2000年国勢調査による人口統計データである。
| 基礎データ - 人口: 18,393 人 - 世帯数: 6,925 世帯 - 家族数: 4,542 家族 - 人口密度: 460.2人/km2（1,192.3 人/mi2） - 住居数: 7,804 軒 - 住居密度: 195.3軒/km2（505.9 軒/mi2） 人種別人口構成 - 白人: 40.64% - アフリカン・アメリカン: 55.08% - ネイティブ・アメリカン: 0.11% - アジア人: 0.33% - 太平洋諸島系: 0.01% - その他の人種: 3.17% - 混血: 0.67% - ヒスパニック・ラテン系: 3.87% 年齢別人口構成 - 18歳未満: 27.9% - 18-24歳: 10.1% - 25-44歳: 25.4% - 45-64歳: 19.4% - 65歳以上: 17.2% - 年齢の中央値: 35歳 - 性比（女性100人あたり男性の人口） - 総人口: 85.8 - 18歳以上: 80.5 | 世帯と家族（対世帯数） - 18歳未満の子供がいる: 29.7% - 結婚・同居している夫婦: 37.2% - 未婚・離婚・死別女性が世帯主: 23.5% - 非家族世帯: 34.4% - 単身世帯: 30.1% - 65歳以上の老人1人暮らし: 14.4% - 平均構成人数 - 世帯: 2.61人 - 家族: 3.21人 収入と家計 - 収入の中央値 - 世帯: 25,988米ドル - 家族: 30,185米ドル - 性別 - 男性: 27,077米ドル - 女性: 17,336米ドル - 人口1人あたり収入: 15,561米ドル - 貧困線以下 - 対人口: 28.9% - 対家族数: 21.4% - 18歳未満: 37.5% - 65歳以上: 19.3% |

## 市政府と機関

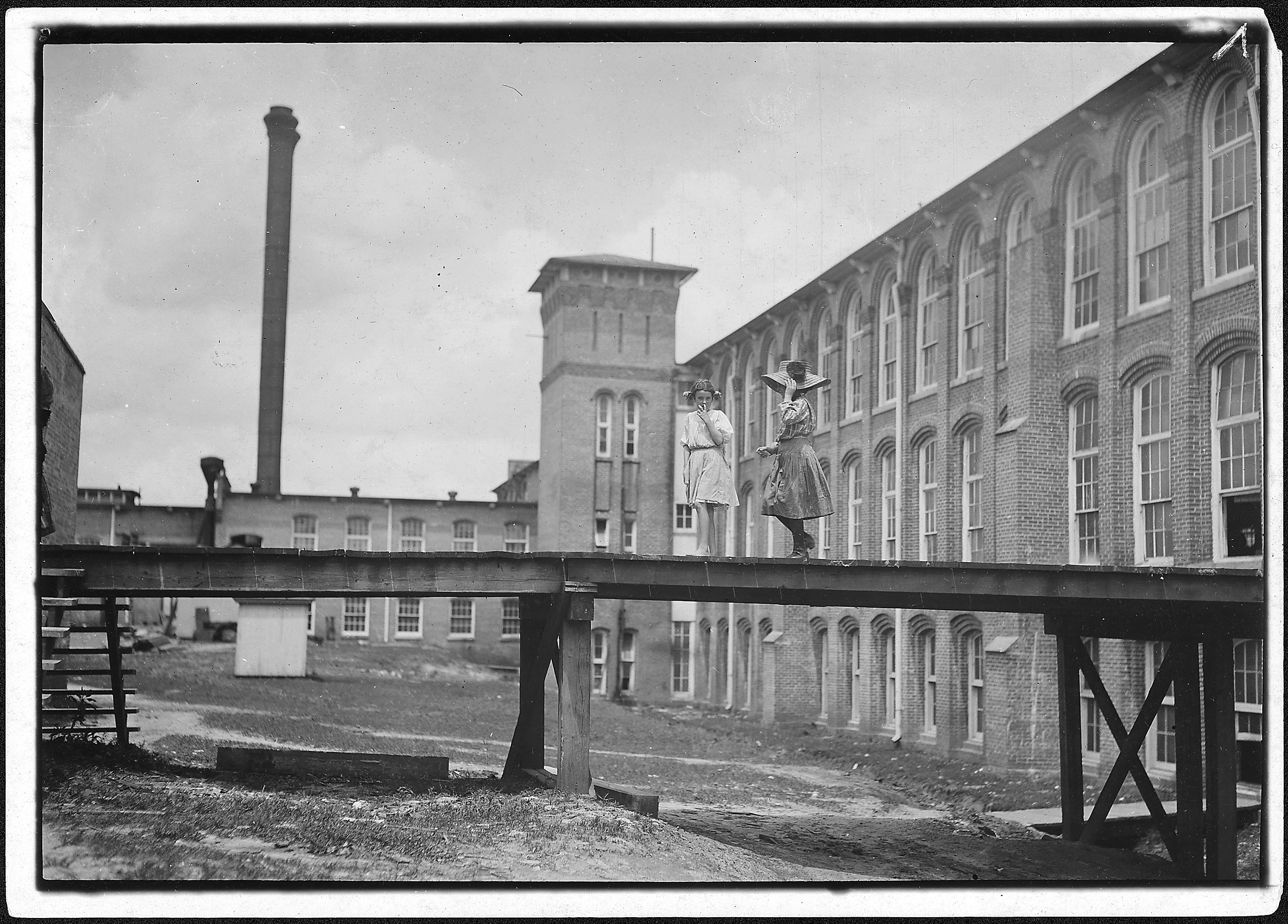
ローレル綿糸工場の正午頃、若い労働者が見える、1911年に写真家ルイス・ハイン撮影

市政府は1人の市長と、7人の委員で構成される市政委員会が統治している。委員は7つの小選挙区から、それぞれ1人が選ばれている。
アメリカ合衆国郵便公社がローレル郵便局とチョクトー郵便局を運営している。
ミシシッピ州精神医療省がローレルで、南ミシシッピ州立病院危機介入センターを運営している。

## 教育

### 公立学校
ローレル市の公共教育は、ローレル教育学区が管轄している。学区内には5つの学校があり、入学者数は約3,100人である。ジョーンズ郡教育学区も、ローレル地域の生徒を受け入れて教育している。

### 私立学校
- イマキュレイト・コンセプション学校（現在閉鎖）
- ローレル・キリスト教学校[9]
- ローレル・キリスト教高校
- セントジョンズ・デイスクール[10]（エピスコパル教会の一部）

## メディア
- WDAM-TV
- WHLT-TV
- 新聞「ローレル・リーダー・コール」、週3回発行
- 「ザ・クロニクル」[11]、オンライン新聞
- WXRR[12] (104.5 FM, "ロック104")
- WBBN (95.9 FM, "B-95")
- ジ・インパクト

## インフラ

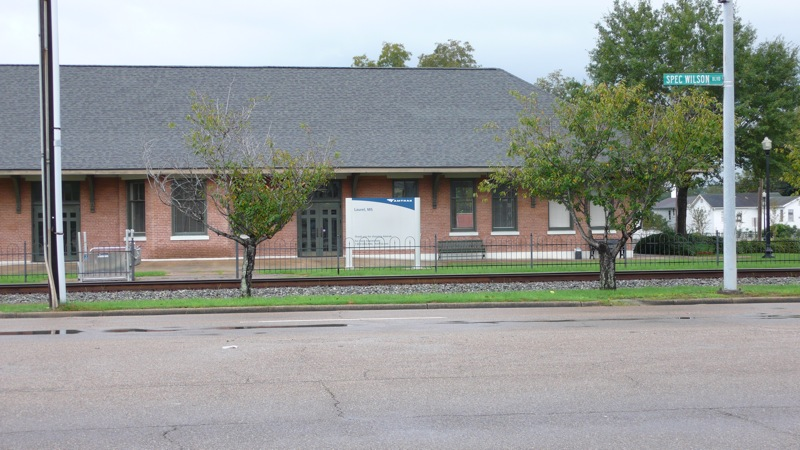
鉄道駅

アムトラックの列車「クレセント」がローレルの駅で停止し、北のニューヨーク市、フィラデルフィア市、ボルチモア市、ワシントンD.C.、ノースカロライナ州シャーロット、ジョージア州アトランタ、アラバマ州バーミングハムと、南のルイジアナ州ニューオーリンズ市とを結んでいる。駅はノースメイプル通り230にある。
ハッティズバーグ・ローレル地域空港が、ジョーンズ郡のモーゼルに近い未編入領域にある。
主要高規格道路
- 州間高速道路59号線
- アメリカ国道84号線
- アメリカ国道11号線
- ミシシッピ州道15号線

## 著名な出身者
- ランス・バス、歌手、俳優、ポップ・グループ「イン・シンク」のメンバー
- ラルフ・ボストン、陸上競技選手、ローマオリンピックで金メダル
- パーカー・ポージー、女優、子供の時にローレルに居住
- レオンティン・プライス、ソプラノ歌手、ローレル生まれ